# アーン・テレム
アーン・H・テレム（Arn H. Tellem, 1954年11月8日 - ）は、アメリカ合衆国ペンシルベニア州フィラデルフィア出身の元スポーツエージェント。2015年からNBA・デトロイト・ピストンズを運営するパレス・スポーツ・アンド・エンターテインメントの副会長を務める。
NBAとメジャーリーグベースボール(MLB)を中心に手がけ、アメリカ合衆国で最も影響力を持つスポーツエージェントの1人だった。

## 経歴
1976年にハバフォード大学を卒業し、1979年にミシガン大学ロースクールで法学博士の学位を取得。その後はカリフォルニア州ロサンゼルスの法律事務所に勤務し、1981年からスポーツエージェントとしての活動を開始。1982年から1988年までは、NBAロサンゼルス・クリッパーズの相談役を務めた。
野茂英雄のMLB挑戦の際には、野茂の代理人を務めた団野村から相談を受け、日本の球団を退団しMLB球団と契約する抜け道が任意引退扱いであることを発見した。
ロサンゼルスに本社を持つスポーツエージェント会社「ワッサーマン・メディア・グループ」の主任代理人を務めていたが、2015年に代理人業から転身し、NBA・デトロイト・ピストンズを運営するパレス・スポーツ・アンド・エンターテインメントの副会長に就任することが発表される。

## 大型契約

### MLB
- 1997年
  - フランク・トーマス - シカゴ・ホワイトソックスと6670万ドルの9年契約
- 1998年
  - アルバート・ベル - ボルチモア・オリオールズと6500万ドルの5年契約
- 2000年
  - マイク・ムシーナ - ニューヨーク・ヤンキースと8850万ドルの6年契約
  - ジェイソン・ケンドール - ピッツバーグ・パイレーツと6000万ドルの6年契約
- 2001年
  - ジェイソン・ジアンビ - ニューヨーク・ヤンキースと1億2000万ドルの7年契約
- 2005年
  - 松井秀喜 - ニューヨーク・ヤンキースと5200万ドルの4年契約
- 2006年
  - カルロス・リー - ヒューストン・アストロズと1億ドルの6年契約
  - アラミス・ラミレス - シカゴ・カブスと7500万ドルの5年契約
- 2007年
  - チェイス・アトリー - フィラデルフィア・フィリーズと8500万ドルの7年契約
- 2008年
  - アレックス・リオス - トロント・ブルージェイズと6400万ドルの6年契約
  - ハンリー・ラミレス - フロリダ・マーリンズと7000万ドルの6年契約
- 2012年
  - ダルビッシュ有 - テキサス・レンジャーズと6000万ドルの6年契約
- 2014年
  - ジャンカルロ・スタントン - マイアミ・マーリンズと3億2500万ドルの13年契約（当時の北米プロスポーツ史上最高額の契約）
  - ハンリー・ラミレス　ボストン・レッドソックスと8800万ドルの4年契約

## 主なクライアント

### NBA
- コービー・ブライアント
- デリック・ローズ
- ラッセル・ウェストブルック
- ダニーロ・ガリナリ
- ジョー・ジョンソン
- パウ・ガソル
- レジー・ミラー
- ブランドン・ロイ
- ベン・ウォーレス
- トレイシー・マグレディ
- ジャーメイン・オニール

### MLB
- 松井秀喜
- 松井稼頭央（2010年まで）
- 井川慶
- 高橋尚成
- 岡島秀樹（2012年まで）
- 五十嵐亮太（2012年まで）
- ダルビッシュ有（団野村との提携）
- 岩隈久志（団野村との提携）
- 藤川球児（団野村との提携）
- 前田健太
- アルバート・ベル
- オマー・ビスケル
- フランク・トーマス
- マイク・ムッシーナ
- ノマー・ガルシアパーラ
- ジェイソン・ジアンビ
- ジェイソン・ケンドール
- カルロス・リー
- リッチ・ハーデン
- バリー・ジト（2006年まで）
- アラミス・ラミレス
- チェイス・アトリー
- バートロ・コローン
- ウィルソン・ベテミー
- ワンディ・ロドリゲス
- ジェイソン・クベル
- フアン・オビエド
- アレックス・リオス
- ハンリー・ラミレス
- デルモン・ヤング
- ジェフ・サマージャ
- エドウィン・エンカーナシオン
- マット・キャップス
- ユネル・エスコバー
- エディンソン・ボルケス
- ジェイク・マギー
- クリス・メドレン
- ビセンテ・パディーヤ
- カルロス・サンタナ
- マーク・トランボ
- タイソン・ロス
- ケンリー・ジャンセン
- スターリン・カストロ
- ジャンカルロ・スタントン
- ハンク・コンガー
- ラファエル・ファーカル
- ブランドン・クロフォード
- ノーラン・アレナド
- ヨエニス・セスペデス（2014年まで）
- ヤシエル・プイグ
- ビリー・ハミルトン
- ハビアー・バエズ
- ホアン・ミランダ
- ホルヘ・カントゥ

### MLB以外の選手
- 真田裕貴
- 金子千尋